# Liste des circonscriptions parlementaires de Dyfed
Il y a cinq circonscriptions couvrant Dyfed.  Elles sont toutes des circonscriptions de comté (CCs) de la Chambre des communes du Parlement du Royaume-Uni (Westminster), et sont également utilisés pour les élections à l'Assemblée nationale du pays de Galles. Les limites actuelles sont utilisées depuis l'élection de l'Assemblée galloise de 2007 et l'Élections générales de 2010.
Dyfed est l'un des huit comtés préservés du Pays de Galles. Comme on le définit actuellement, le comté préservé comprend les principales zones de Pembrokeshire, Carmarthenshire est Ceredigion.
Pour les élections à l'Assemblée galloise, les circonscriptions sont regroupées en membres supplémentaires de régions électorales.

## Frontières du Westminster

### Depuis 2010
| Circonscription                                             | Frontières                                      |
| ----------------------------------------------------------- | ----------------------------------------------- |
| 1. Carmarthen East and Dinefwr CC (Westminster)             | Circonscription parlementaires de Dyfed en 2010 |
| 2. Carmarthen West and South Pembrokeshire CC (Westminster) | Circonscription parlementaires de Dyfed en 2010 |
| 3. Ceredigion CC (Westminster)                              | Circonscription parlementaires de Dyfed en 2010 |
| 4. Llanelli CC (Westminster)                                | Circonscription parlementaires de Dyfed en 2010 |
| 5. Preseli Pembrokeshire CC (Westminster)                   | Circonscription parlementaires de Dyfed en 2010 |

### 1997 à 2010
| Circonscription                                             | Frontières                                     |
| ----------------------------------------------------------- | ---------------------------------------------- |
| 1. Carmarthen East and Dinefwr CC (Westminster)             | Parliamentary constituencies in Dyfed pre-2010 |
| 2. Carmarthen West and South Pembrokeshire CC (Westminster) | Parliamentary constituencies in Dyfed pre-2010 |
| 3. Ceredigion CC (Westminster)                              | Parliamentary constituencies in Dyfed pre-2010 |
| 4. Llanelli CC (Westminster)                                | Parliamentary constituencies in Dyfed pre-2010 |
| 5. Preseli Pembrokeshire CC (Westminster)                   | Parliamentary constituencies in Dyfed pre-2010 |

## Changement proposé en 2016
En tant que membre de Sixth Periodic Review of Westminster constituencies, la Commission de délimitation pour le pays de Galles a proposé des changements à presque toutes les circonscriptions actuelles de Welsh Westminster, en donnant à certains d'entre eux des noms en langue galloise.
- Llanelli and Lliw
- Caerfyrddin
- South Pembrokeshire
- Ceredigion a Gogledd Sir Benfro

## Frontières de l'Assemblée

### Depuis 2007
| Circonscription                                          | Assemblée région   | Circonscription frontières            |
| -------------------------------------------------------- | ------------------ | ------------------------------------- |
| 1. Carmarthen East and Dinefwr CC (Assembly)             | Mid and West Wales | Assembly constituencies in Dyfed 2007 |
| 2. Carmarthen West and South Pembrokeshire CC (Assembly) | Mid and West Wales | Assembly constituencies in Dyfed 2007 |
| 3. Ceredigion CC (Assembly)                              | Mid and West Wales | Assembly constituencies in Dyfed 2007 |
| 4. Llanelli CC (Assembly)                                | Mid and West Wales | Assembly constituencies in Dyfed 2007 |
| 5. Preseli Pembrokeshire CC (Assembly)                   | Mid and West Wales | Assembly constituencies in Dyfed 2007 |

Mid and West Wales comprend également deux circonscriptions de Powys est une circonscription de Gwynedd.

### 1999 à 2007
| Circonscription                                          | Assemblée région   | Circonscription frontières                |
| -------------------------------------------------------- | ------------------ | ----------------------------------------- |
| 1. Carmarthen East and Dinefwr CC (Assembly)             | Mid and West Wales | Assembly constituencies in Dyfed pre-2007 |
| 2. Carmarthen West and South Pembrokeshire CC (Assembly) | Mid and West Wales | Assembly constituencies in Dyfed pre-2007 |
| 3. Ceredigion CC (Assembly)                              | Mid and West Wales | Assembly constituencies in Dyfed pre-2007 |
| 4. Llanelli CC (Assembly)                                | Mid and West Wales | Assembly constituencies in Dyfed pre-2007 |
| 5. Preseli Pembrokeshire CC (Assembly)                   | Mid and West Wales | Assembly constituencies in Dyfed pre-2007 |

## Représentation historique par parti

### 1885 à 1918
| Circonscription                     | 1885      | 1886           | 89             | 90             | 1892        | 1895           | 98             | 1900           | 1906           | 08             | janvier 1910   | décembre 1910  | 12             |
| ----------------------------------- | --------- | -------------- | -------------- | -------------- | ----------- | -------------- | -------------- | -------------- | -------------- | -------------- | -------------- | -------------- | -------------- |
| Cardiganshire                       | D. Davies | Rowlands       | Rowlands       | Rowlands       | Rowlands    | Vaughan-Davies | Vaughan-Davies | Vaughan-Davies | Vaughan-Davies | Vaughan-Davies | Vaughan-Davies | Vaughan-Davies | Vaughan-Davies |
| Carmarthen District                 | Jenkins   | Cowell-Stepney | Cowell-Stepney | Cowell-Stepney | Jones       | Jenkins        | Jenkins        | Davies         | Williams       | Williams       | Williams       | Williams       | Williams       |
| Carmarthenshire East                | Pugh      | Pugh           | Pugh           | Thomas         | Thomas      | Thomas         | Thomas         | Thomas         | Thomas         | Thomas         | Thomas         | Thomas         | Towyn Jones    |
| Carmarthenshire West                | Powell    | Powell         | Morgan         | Morgan         | Morgan      | Morgan         | Morgan         | Morgan         | Morgan         | Morgan         | Morgan         | Hinds          | Hinds          |
| Pembroke and Haverfordwest District | H. Allen  | Mayne          | Mayne          | Mayne          | C. Allen    | Laurie         | Laurie         | Laurie         | Philipps       | Philipps       | Philipps       | Guest          | Guest          |
| Pembrokeshire                       | W. Davies | W. Davies      | W. Davies      | W. Davies      | Rees Davies | Rees Davies    | Philipps       | Philipps       | Philipps       | Roch           | Roch           | Roch           | Roch           |

### 1918 à 1950
| Circonscription | 1918           | 21          | 1922            | 1923           | 24       | 1924     | 26       | 28       | 1929            | 1931            | 32              | 1935            | 36              | 41              | 1945            | 1950      | 1951      | 1955      | 57              | 1959            | 1964            | 1966            | 66        | 68        | 69        | 1970     | Fev 74   | Oct 74   | 1979    |
| --------------- | -------------- | ----------- | --------------- | -------------- | -------- | -------- | -------- | -------- | --------------- | --------------- | --------------- | --------------- | --------------- | --------------- | --------------- | --------- | --------- | --------- | --------------- | --------------- | --------------- | --------------- | --------- | --------- | --------- | -------- | -------- | -------- | ------- |
| Cardiganshire   | Vaughan-Davies | E. Evans    | E. Evans        | Morris         | Morris   | ➜        | ➜        | ➜        | ➜               | ➜               | O. Evans        | O. Evans        | O. Evans        | O. Evans        | Bowen           | Bowen     | Bowen     | Bowen     | Bowen           | Bowen           | Bowen           | Morgan          | Morgan    | Morgan    | Morgan    | Morgan   | Howells  | Howells  | Howells |
| Carmarthen      | Hinds          | Hinds       | Hinds           | Ellis-Griffith | Mond     | Mond     | ➜        | W. Jones | Hopkin          | R. Evans        | R. Evans        | Hopkin          | Hopkin          | Hughes          | Morris          | Morris    | Morris    | Morris    | M. Lloyd-George | M. Lloyd-George | M. Lloyd-George | M. Lloyd-George | G. Evans  | G. Evans  | G. Evans  | G. Jones | G. Jones | G. Evans | Thomas  |
| Llanelli        | Towyn Jones    | Towyn Jones | Williams        | Williams       | Williams | Williams | Williams | Williams | Williams        | Williams        | Williams        | Williams        | Griffiths       | Griffiths       | Griffiths       | Griffiths | Griffiths | Griffiths | Griffiths       | Griffiths       | Griffiths       | Griffiths       | Griffiths | Griffiths | Griffiths | Davies   | Davies   | Davies   | Davies  |
| Pembrokeshire   | E. Jones       | E. Jones    | G. Lloyd-George | ➜              | ➜        | Price    | Price    | Price    | G. Lloyd-George | G. Lloyd-George | G. Lloyd-George | G. Lloyd-George | G. Lloyd-George | G. Lloyd-George | G. Lloyd-George | Donnelly  | Donnelly  | Donnelly  | Donnelly        | Donnelly        | Donnelly        | Donnelly        | Donnelly  | ➜         | ➜         | Edwards  | Edwards  | Edwards  | Edwards |

### 1983 à aujourd’hui
| Circonscription                         | 1983       | 1987        | 88          | 1992        | 1997        | 00          | 2001      | 2005        | 2010        | 2015        |
| --------------------------------------- | ---------- | ----------- | ----------- | ----------- | ----------- | ----------- | --------- | ----------- | ----------- | ----------- |
| Carmarthen East and Dinefwr (1997)      | R. Thomas  | A. Williams | A. Williams | A. Williams | A. Williams | A. Williams | Price     | Price       | J. Edwards  | J. Edwards  |
| Ceredigion (1997)                       | Howells    | Howells     | ➜           | Dafis       | Dafis       | S. Thomas   | S. Thomas | M. Williams | M. Williams | M. Williams |
| Llanelli                                | Davies     | Davies      | Davies      | Davies      | Davies      | Davies      | Davies    | Griffith    | Griffith    | Griffith    |
| Preseli Pembrokeshire (1997)            | N. Edwards | Bennett     | Bennett     | Ainger      | Lawrence    | Lawrence    | Lawrence  | Crabb       | Crabb       | Crabb       |
| Carmarthen West and South Pembrokeshire |            |             |             |             | Ainger      | Ainger      | Ainger    | Ainger      | Hart        | Hart        |